# Список акронімів української мови (Ш)
Список акронімів української мови, які починаються з літери «Ш»:
- ШІ — Штучний інтелект
- ШІМ — Широтно-імпульсна модуляція
- ШКТ — Шлунково-кишковий тракт
- ШНС — Штаб національного спротиву
- ШОЕ — Швидкість осідання еритроцитів
- ШОС — Шанхайська організація співробітництва
- ШПУ — Шахтна пускова установка
- ШПФ — Швидке перетворення Фур'є
- ШСД — Широкосмуговий доступ до інтернету
- ШСЗ — Штучний супутник Землі
- ЩТО — Щоденне технічне обслуговування